# B-Movie
Als B-Movie oder B-Picture (selten auch eingedeutscht B-Film) wurde früher der in der Produktion billigere Film eines sogenannten Double Features bezeichnet. Heute versteht man unter einem B-Movie meist allgemein einen zweitklassigen Film mit in der Regel geringem Filmbudget und zumeist niedrigem künstlerischen Anspruch.

## Geschichte
B-Movies gab es seit der Wirtschaftskrise der 1930er Jahre, als verstärkt günstige Unterhaltung nachgefragt wurde. Doppelvorstellungen von B-Filmen erfüllten diesen Zweck.  Regisseure wie Edgar G. Ulmer drehten ausschließlich B-Movies und waren bald darauf spezialisiert, mit geringem Budget und kurzer Drehzeit auszukommen. Nicht selten wurden B-Filme aus Kostengründen einfach in den Kulissen größerer Produktionen gedreht.
Alle großen Studios (Paramount, Warners, MGM, Columbia und Fox) hatten B-Abteilungen. Dazu kamen die auf B-Movies spezialisierten Studios, etwa Republic Pictures und Monogram Pictures.
In den wirtschaftlich besseren Zeiten der 1950er Jahre konnten sich B-Movies als Unterhaltung für Jugendliche und Autokino-Besucher halten, insbesondere Science-Fiction-, Horrorfilme und ähnliche. Ferner war das Hollywood-Studiosystem durch sogenannte Anti-Trust-Kampagnen und das Fernsehen um 1950 unter finanziellen Druck geraten und wandte sich neben teuren Großfilmprojekten und technischen Experimenten zur Übertrumpfung des Fernsehens (Breitwand, 3D-Kino) auch ökonomischeren Produktionen zu. Lange Verträge mit Schauspielern und Regisseuren wurden seltener, dafür kamen neue, unabhängige Produktionen auf. Hier war das Budget kleiner, der gestalterische Freiraum aber teils größer. Im Zentrum stand dennoch immer der kommerzielle Erfolg. Ab 1957 erwies sich Roger Corman als äußerst produktiver B-Movie-Macher. Ein weiterer bekannter Regisseur war hier Jack Arnold. Ebenfalls zu nennen sind die nach ihrer britischen Produktionsfirma benannten Hammer-Filme.
B-Movies waren eine Möglichkeit für Schauspieler und Regisseure, sich zu etablieren und später in die höhere Liga aufzusteigen. Beispiele dafür sind Jack Nicholson und John Wayne. Umgekehrt konnten Rollen in B-Movies einen Abstieg bedeuten. Bela Lugosis Rollen in den Filmen des Trashregisseurs Ed Wood sind dafür exemplarisch.

## Spätere Würdigung
Die Einteilung der Filme in die Kategorien A-Movie und B-Movie erfolgt heute nach wirtschaftlichen und künstlerischen Gesichtspunkten. Die A-Movies haben ein deutlich höheres Budget. Diese Filme werden in den Kinos einem breiten Publikum gezeigt, haben damit die längste Verwertungskette und werden meist mit Werbeaufwand am Markt platziert. Die Bezeichnung A-Movie für diese Filme ist aber unüblich. Sie werden vielmehr nach dem finanziellen Erfolg in sogenannte Blockbuster oder Flops eingeteilt.
Wegen der engen Bindung an den Genrefilm hat die Bezeichnung B-Movie heute einen negativ wertenden Aspekt, im Unterschied zu „Low Budget“, was eher auf Ansprüche hinweist, weil unabhängig vom Studio-System. In B-Movies gibt es allerdings auch Gesellschaftskritik, etwa in Die Nacht der lebenden Toten (Night of the Living Dead), Godzilla und Blutgericht in Texas.

## B-Movies und deren Genres
Filme dieser Art sind meistens im Horror- bzw. Splatter- (die Grenze zum Trashfilm ist dabei fließend), Science-Fiction-, Western, Blaxploitation, Slasher-Filme, Frauengefängnisfilme oder Actiongenre angesiedelt.
Heute sind die Grenzen zwischen B-Movies und anderen Formen des Spielfilms durchlässiger geworden, was sich unter anderem daran ablesen lässt, dass klassische B-Movie-Stoffe wie Godzilla heute Teil des Mainstreamkinos sind.
In B-Movies werden etliche Produktionselemente ausgespart. Ebenso sind die beteiligten Schauspieler und Produktionsmitarbeiter weniger erfahren und eventuell untalentierter. Trotzdem sind B-Film-Stars entstanden. Politische Gegner von US-Präsident Ronald Reagan behaupteten, er sei B-Movie Schauspieler gewesen.